# 戴東雄
戴東雄（1937年8月21日—），出生於屏東縣屏東市，臺灣法學家，曾任司法院大法官。

## 經歷
小學三年級時隨父親北上任教，就讀於龍安國小，後進入師大附中初中部、高中部，1960年畢業於國立臺灣大學法律學系。受系主任韓忠謨啟發決心前往德國留學，1969年獲德國美茵茲大學法學博士學位。
專長為民法，尤其身分法領域更係臺灣之權威。曾任國立臺灣大學法律學系教授、系主任、法學院院長，1994年起任司法院大法官，2003年卸任，並長年於東吳大學兼任教授親屬法與繼承法課程。現任銘傳大學法律學系專任講座教授、臺灣大學法律學院兼任教授、中華民國法務部民法親屬暨民法繼承修改委員會之召集人。
戴氏於2004年曾因推動中華民國和德國的法學、文化、經濟、環境保護等交流，獲頒德國联邦總統「一級聯邦十字勳章」，是有史以來，獲頒這項勳章殊榮的第一位臺灣人。

## 家庭
父戴炎輝亦為臺灣著名法律學者，並曾任司法院大法官，也是首任台灣人出任司法院院長。三弟戴東原為前台大醫院院長，四弟戴怡德則是國立臺灣大學化工系退休教授。姪子戴桓青、戴松青。
育有一子一女，女兒戴瑀如亦為美茵茲大學法學博士，現為國立政治大學法律學系教授。兒子戴楠青畢業自臺大造船系，擁華盛頓大學博士學位，現於臺北科技大學任教。

## 逸事
- 因其屏東人出生於高雄的背景，其父取名為「東雄」。在高雄州山下町就讀幼稚園時，曾短暫使用過田井雄次之名。
- 其就學回憶裡，自承韓忠謨與薩孟武兩位教授影響他最深[1]。
- 留學時期本來打算就讀海德堡大學，但因許多法律系前輩亦在該地攻讀博士，勸說他在此環境將使德語無法進步，故後決定轉往邁因茲大學。
- 包括前司法院院長翁岳生、大法官施啟揚、王澤鑑都是他在德國時期留學的前、後輩。

## 外部連結
- 台大法律學院戴東雄之簡介
- 戴東雄獲頒德國十字勳章 （页面存档备份，存于）